# Liêu Thủ Tâm
Liêu Thủ Tâm là một kép hát người Tàu, được cho là người đã truyền bá nghệ thuật sân khấu Tuồng vào Việt Nam. Ông sống trong kinh đô Hoa Lư, vào thời Tiền Lê, dưới thời Vua Lê Long Đĩnh. Theo sử sách, một kép hát người Tàu tên là Liêu Thủ Tâm đến Hoa Lư và trình bày lối hát xướng thịnh hành bên nhà Tống và được vua Lê Long Đĩnh thâu dụng, bổ là phường trưởng để dạy cung nữ ca hát trong cung. Liêu Thủ Tâm cùng với Huyền nữ Phạm Thị Trân thời nhà Đinh là những vị tổ nghề đầu tiên của ngành sân khấu Việt Nam.
Hầu hết các học giả nghiên cứu kinh kịch Trung Quốc đều xác nhận kinh kịch là loại kịch của Thanh triều tại kinh thành Bắc Kinh, tức "Bắc Kinh kịch nghệ". Còn hát tuồng, hay hát bộ của Việt Nam là hát diễn tương tự kinh kịch nhưng theo "Kinh điển kịch lệ". "Bộ" đây có nghĩa là diễn xuất của nghệ sĩ đều phải phân đúng từng bộ diễn. Vì vậy mới gọi là "hát bộ", "diễn bộ", "ra bộ". Gọi là "hát bội" bởi trong nghệ thuật hóa trang, đào kép phải đeo, phải giắt (bội) những cờ phướn, lông công, lông trĩ,... lên người. Theo nhà nghiên cứu Vũ Khắc Khoan, cả hai tên gọi ấy đều đúng.
Ghi chép về giả thuyết về sự ra đời của tuồng Việt Nam cho biết: năm 1005, Liêu Thủ Tâm đến Hoa Lư và trình bày lối hát xướng thịnh hành bên nhà Tống, được Lê Long Đĩnh "thâu dụng, bổ làm phường trưởng để dạy cung nữ ca hát trong cung".
Theo một số ghi chép, Lê Long Đĩnh là người hoang dâm và độc ác, Liêu Thủ Tâm là người trực tiếp diễn những tích trò phục vụ vị vua này.

## Trong điện ảnh
Nhân vật Liêu Thủ Tâm được tái hiện trong phim truyền hình dài tập Về Đất Thăng Long. Trong đó, Liêu Thủ Tâm theo hoàng tử Lê Long Đề về nước sau thời gian đi sứ ở nhà Tống, lôi kéo vua Lê Long Đĩnh ăn chơi, bỏ bê chính sự và giúp hoàng tử Long Đề đoạt ngôi.